# Вахова, Марцела
Марцела Вахова (чеш. Marcela Váchová; род. 6 июля 1953, Брно) — чехословацкая гимнастка. Участница летних Олимпийских игр 1972 года, бронзовый призёр чемпионата мира 1970 года.

## Биография
Марцела Вахова родилась 6 июля 1953 года в чехословацком городе Брно (сейчас в Чехии).
В 1970 году завоевала бронзовую медаль чемпионата мира в Любляне в командном многоборье в составе сборной Чехословакии, за которую также выступали Соня Браздова, Люба Красна, Гана Лишкова, Марианна Неметова-Крайчирова и Богумила Ржимначова. Чехословацкие гимнастки набрали 371,90 балла и уступили 8,75 балла завоевавшей золото сборной СССР.
В 1972 году вошла в состав сборной Чехословакии на летних Олимпийских играх в Мюнхене. В личном многоборье поделила в квалификации 35-39-е места, набрав 71,95 балла — столько же, сколько худшие из попавших в финал, однако уступила им по дополнительным показателям. В отдельных видах многоборья не сумела пробиться в финал: в опорном прыжке поделила 16-18-е места, в упражнениях на брусьях — 26-30-е, в упражнениях на бревне — 37-40-е, в вольных упражнениях — 59-61-е. В командном многоборье сборная Чехословакии, за которую также выступали Марианна Неметова-Крайчирова, Здена Дорнякова, Соня Браздова, Зденка Буйначкова и Гана Лишкова, заняла 5-е место, набрав 365,00 и уступив 15,50 балла завоевавшей золото сборной СССР.